# Kuki Yoshitaka
Kuki Yoshitaka (九鬼 嘉隆?; 1542 – 17 novembre 1600) è stato un samurai giapponese del periodo Sengoku.
Kuku Yoshitaka fu un comandante navale durante il periodo Sengoku in Giappone, servì prima Oda Nobunaga e successivamente Toyotomi Hideyoshi. Fu anche il nono maestro della scuola di arti marziali della famiglia Kuki, la Kukishin-ryū e quindi un guerriero molto esperto.
La famiglia Kuki era originariamente proveniente dal distretto di Muro della provincia di Kii e fu stabilita nella provincia di Shima da Kuki Takayoshi. Il clan è divenne potente nel quartiere Ago di Shima. Yoshitaka, figlio maggiore di Kuki Sadataka (un signore della guerra con la reputazione di essere un pirata), giurò fedeltà a Oda Nobunaga circa nel 1570 e comandò la sua flotta, supportando un attacco di terra contro gli Ikkō-ikki. Nel 1574 il suo aiuto garantì la vittoria a Nobunaga nel terzo assedio di Nagashima conquistandone la fortezza. Nel 1576 fu sconfitto nella prima battaglia di Kizugawaguchi dal clan Mōri, ma il 1578 portò la vittoria nella seconda battaglia di Kizugawaguchi, durante la quale Kuki utilizzò delle navi in ferro per difendersi dalle frecce e dai moschetti delle navi rivali dei Mōri.
Yoshitaka combatté nella campagna di Komaki e Nagakute (1584), assistendo Takigawa Kazumasu nell'assedio di Kanie, contro uno dei castelli di Oda Nobukatsu nella provincia di Ise.
Nel 1587 guidò la flotta di Toyotomi Hideyoshi nella campagna nell'isola di Kyūshū, assieme a Konishi Yukinaga, Wakizaka Yasuharu e Katō Yoshiaki. Tre anni dopo assieme a Wakizaka Yasuharu and Katō Yoshiaki comandò le truppe Toyotomi nell'assedio di Odawara e in quello di Shimoda. Continuò il suo ruolo di comandante navale della flotta di Hideyoshi, dando inizio all'invasione di Korea dalla sua nave Nipponmaru. Fu duramente sconfitto nella battaglia di Myeongryang.
Nella battaglia di Sekigahara, Kuki Yoshitaka lottò al fianco delle forze di Ishida Mitsunari, mentre suo figlio Kuki Moritaka si schierò con Tokugawa Ieyasu. Dopo la sconfitta di Mitsunari, suo figlio gli permise di essere risparmiato da Ieyasu. Sfortunatamente commise seppuku prima della notizia della sua grazia.